# Under Attack (The Casualties)
Under Attack è un album del gruppo hardcore punk statunitense The Casualties, pubblicato nel 2006 dalla SideOneDummy Records. L'album ha raggiunto la 200ª posizione della Billboard 200.

## Tracce
1. Under Attack – 2:06
2. Without Warning – 2:20
3. System Failed Us... Again – 2:43
4. Social Outcast – 2:14
5. V.I.P. – 3:10
6. No Solution - No Control – 1:41
7. Down & Out – 3:43
8. In It for Life – 2:01
9. On City Streets – 4:21
10. Fallen Heroes – 1:59
11. The Great American Progress – 1:59
12. Stand and Fight – 1:42

## Formazione
- Jorge Contreas Herrera - voce
- Jake Pass Kleatis - chitarra
- Rick Beer - basso
- Meggers Eggers - batteria